# Anthomyia pluvialis
Anthomyia pluvialis är en tvåvingeart som först beskrevs av Carl von Linné 1758.  Anthomyia pluvialis ingår i släktet Anthomyia och familjen blomsterflugor. Arten är reproducerande i Sverige. Inga underarter finns listade i Catalogue of Life.

## Bildgalleri

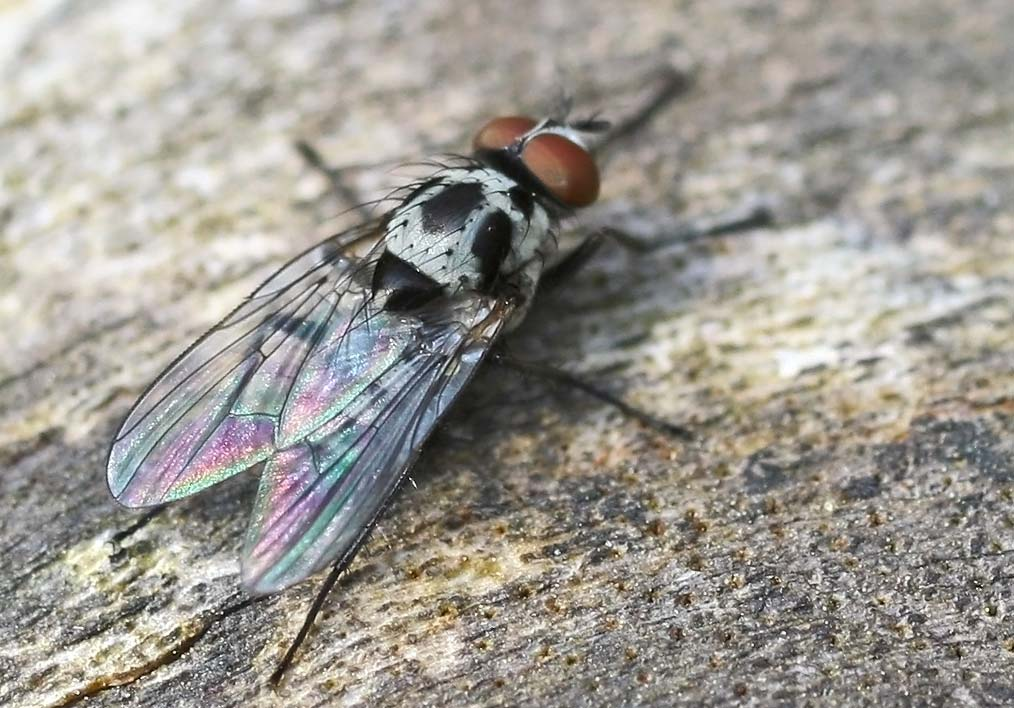
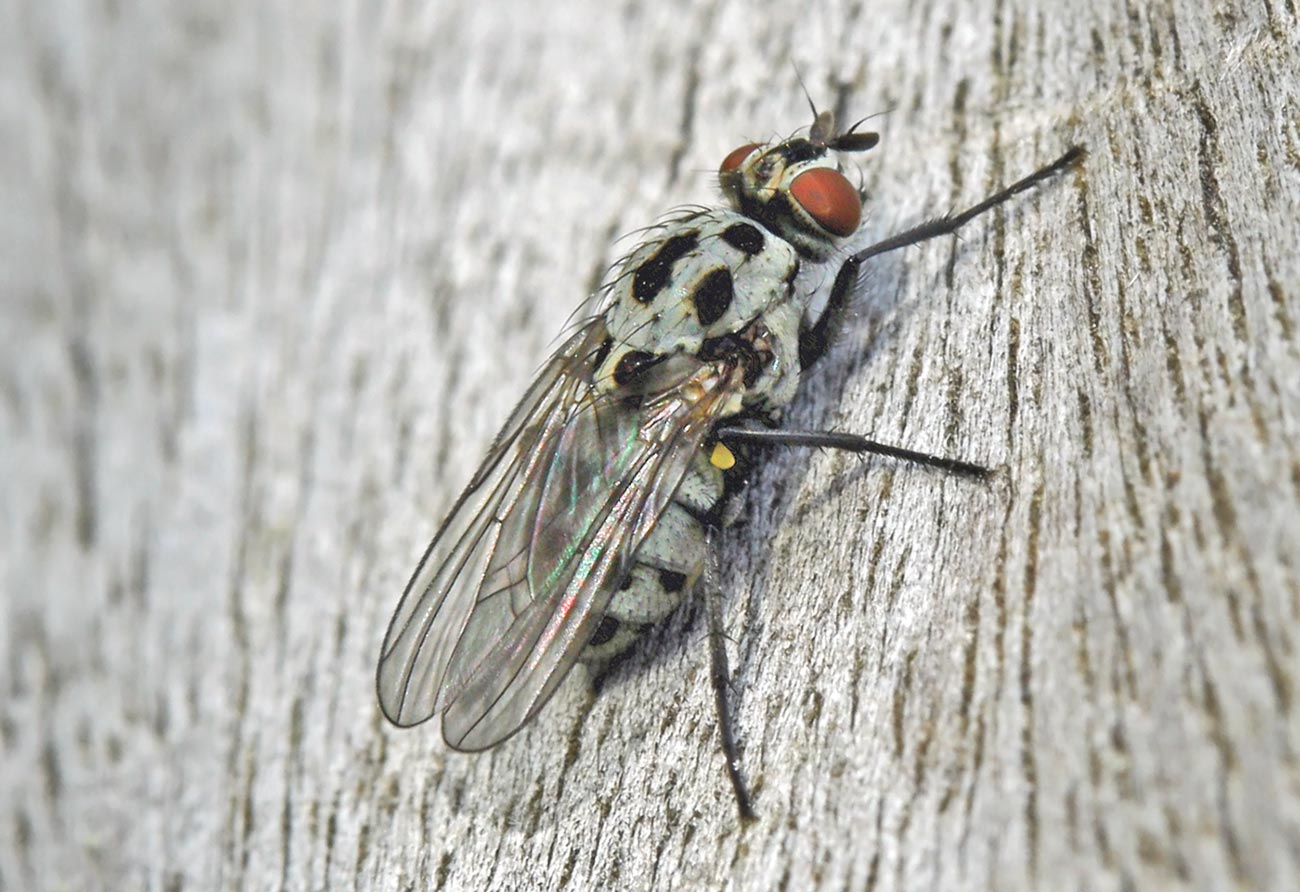
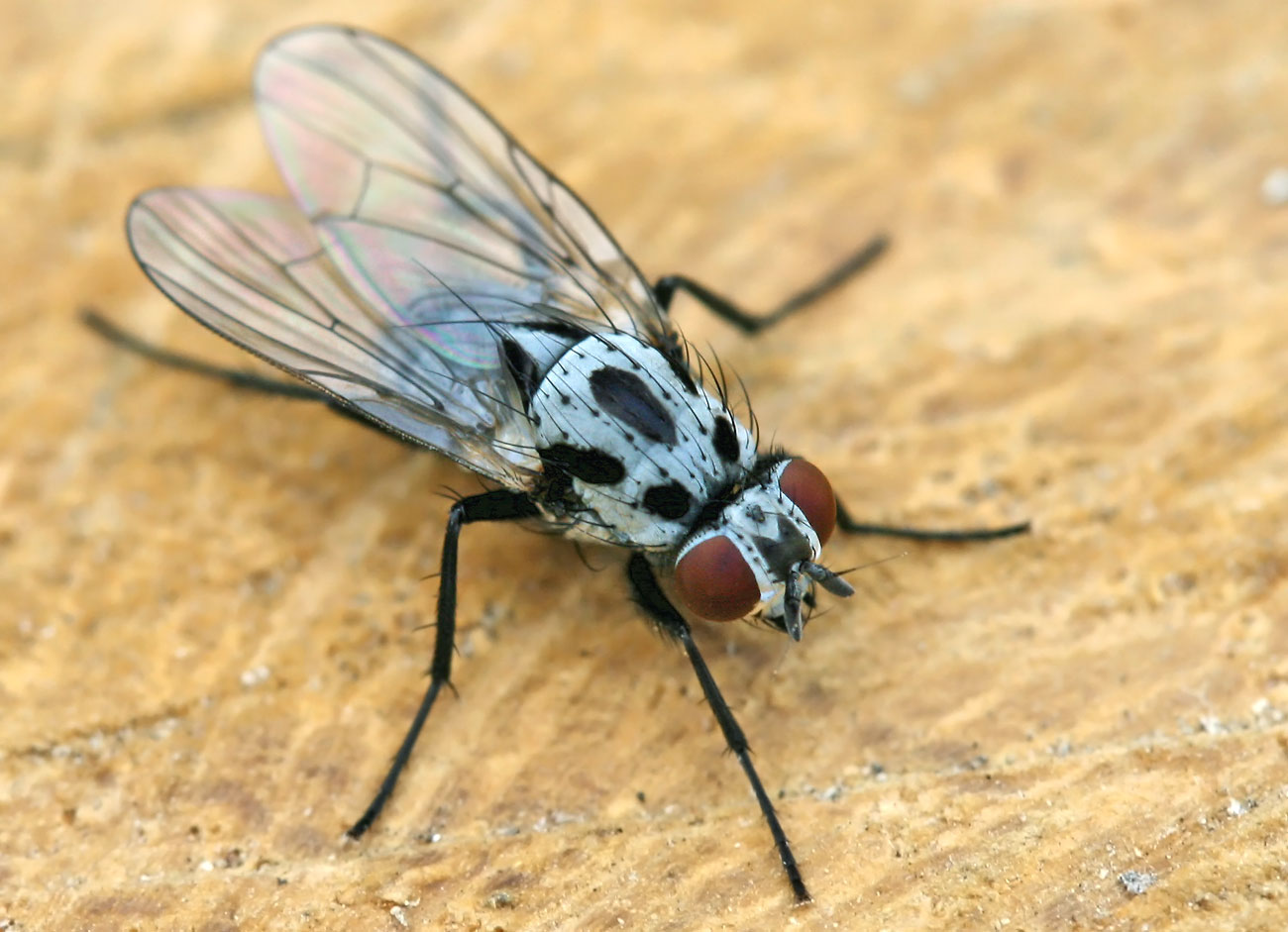
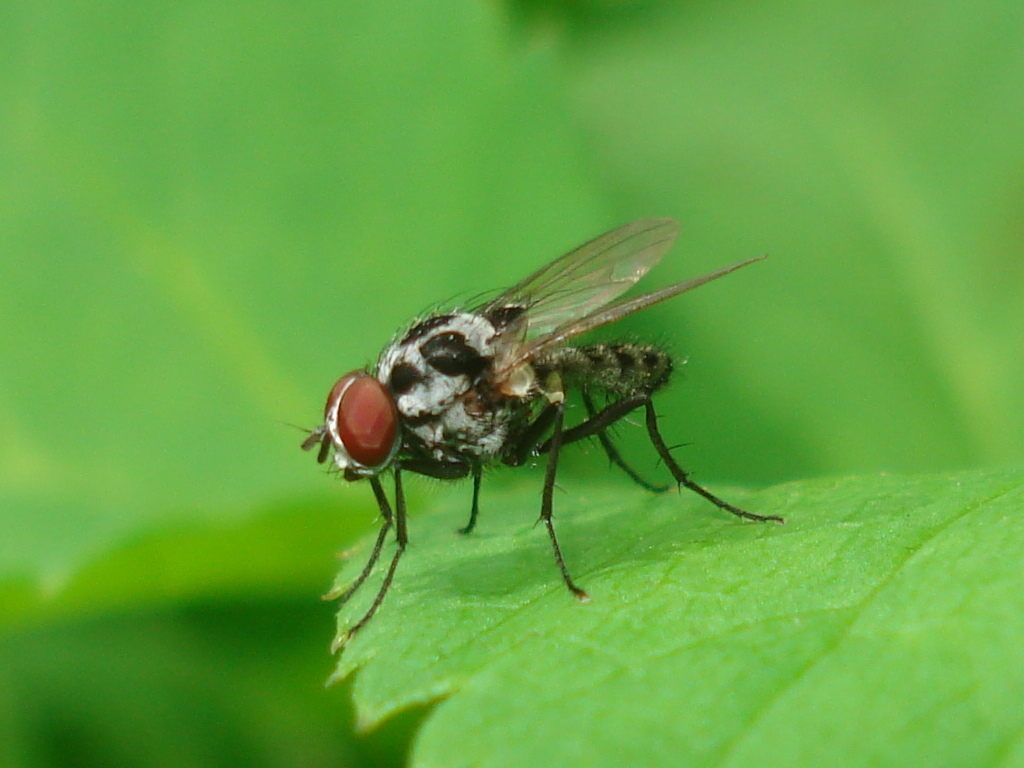
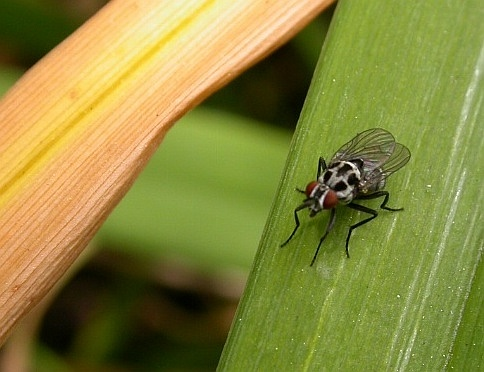
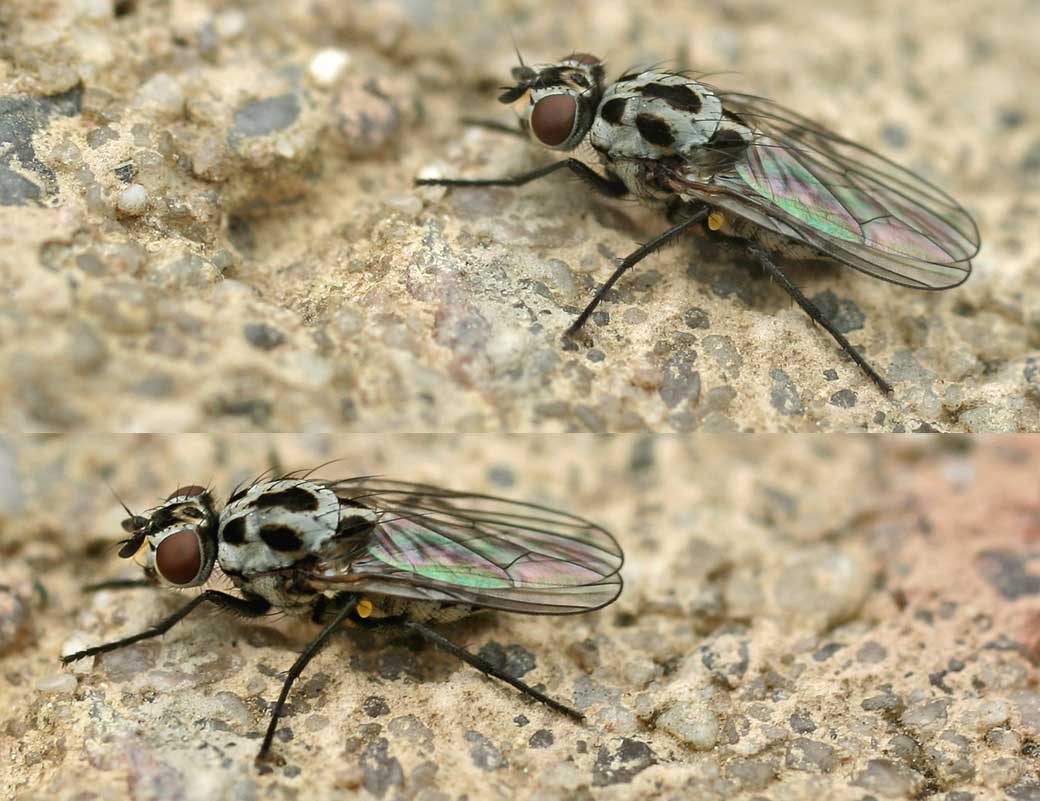